# Euscorpius honazicus
Espèce
Euscorpius honazicus est une espèce de scorpions de la famille des Euscorpiidae.

## Distribution
Cette espèce est endémique de la province de Denizli en Turquie. Elle se rencontre entre 871 et 2 500 m d'altitude sur le mont Honaz.

## Description
Le mâle holotype mesure 24,5 mm et la femelle paratype 25 mm.

## Étymologie
Son nom d'espèce lui a été donné en référence au lieu de sa découverte, le mont Honaz.

## Publication originale
- Tropea, Yağmur, Karampatsou, Parmakelis & Yeşilyurt, 2016 : New Species of Euscorpius Thorell, 1876 from Mount Honaz in Southwestern Turkey (Scorpiones: Euscorpiidae). Euscorpius, no 222, p. 1-14 (texte intégral).